# Ben Gazzara
Ben Gazzara, född Biagio Anthony Gazzara den 28 augusti 1930 i New York, död 3 februari 2012 på Manhattan i New York, var en amerikansk skådespelare. Gazzara medverkade bland annat i flera av John Cassavetes filmer. 
Gazzara avled den 3 februari 2012 i pankreascancer.

## Filmografi i urval
- 1957 – Den utstötte
- 1959 – Analys av ett mord
- 1965 – Brådmogen
- 1969 – Bron vid Remagen
- 1970 – Äkta män (Husbands)
- 1975 – Capone
- 1976 – Mordet på en kinesisk bookmaker
- 1976 – De fördömdas resa (Voyage of the Damned)
- 1977 – Premiärkvällen
- 1981 – ... och så levde dom lyckliga...
- 1981 – Smutstvätt (Storie di ordinaria follia)
- 1985 – An Early Frost
- 1989 – Snabbare än ögat
- 1989 – Road House
- 1997 – Shadow Conspiracy
- 1997 – Konspirationen
- 1998 – På flykt undan döden
- 1998 – Buffalo '66
- 1998 – The Big Lebowski
- 1998 – Happiness
- 1998 – Illuminata
- 1999 – Summer of Sam
- 1999 – Äventyraren Thomas Crown
- 2003 – Dogville
- 2006 – Paris, je t'aime
- 2010 – 13